# Адольф (пфальцграф Рейнський)
Адольф I Чесний (*Adolf der Redliche, 27 вересня 1300 — 29 січня 1327) — пфальцграф Рейнський у 1319—1327 роках.

## Життєпис
Походив з династії Віттельсбахів. Другий син Рудольфа I, герцога Баварії, та Мехтильди Нассауської. Народився 1300 року. У 1319 році після смерті батька разом з братами Рудольфом і Рупрехтом перебував під опікою вуйка — графа Йоганна Нассауського. разом з тим прийняв титул пфальцграфа Рейнського.
Скориставшись молодістю Адольфа та його братів, пфальцграфство захопив стрийко — імператор Людвіг IV. У 1320 році одружився з Ірменгардою, представницею шляхетського роду Еттінген. Спочатку мешкав у Гайдельберзі при дворі Людвіга IV, але в 1325 році переїхав до Оггерсгайма, який у 1323 році купив у графів Лейнінген. Цей замок Адольф відбудував і зміцнив.
Після смерті матері (запеклого ворога імператора) у 1323 році поліпшилися стосунки зі стрийком Людвігом IV, зажевріла надію щодо повернення Адольфу фактичної влади над пфальграфством Рейнським. Втім у 1327 році Адольф раптово помер у Нойштадті. Поховано в цистерцианському монастирі Шенау поблизу Гайдельбергу.

## Родина
Дружина — Ірменгарда, донька графа Людвіга VI фон Еттінгена
Діти:
- Рупрехт (1325—1398), 2-й курфюрст Пфальцу
- Адольф (1326)
- Фрідріх
- донька (д/н—1389), дружина графа Мейнгарда I фон Ортенбурга